# Allegoria della musica
Allegoria della musica è un dipinto di Francesco Bonsignori, realizzato con la tecnica della pittura a olio su tela, conservato nel Museo di Castelvecchio a Verona.